# R.U.L.E.
R.U.L.E. es el sexto álbum del rapero Ja Rule, lanzado en 2004. 

## Lista de canciones
1. "The Inc Intro" (2:20)
2. "Last of the Mohicans" (4:24)
3. "Wonderful" (con R. Kelly & Ashanti) (4:30) #3 US, #1 UK
4. "What's My Name" (4:26)
5. "New York" (con Fat Joe & Jadakiss) (4:18) #27 US
6. "Stripping Game" (1:15)
7. "The Manual" (con Ashanti) (4:17)
8. "Get It Started" (con Claudette Ortiz) (4:00)
9. "R.U.L.E." (3:37)
10. "True Story" (0:30)
11. "Caught Up" (con Lloyd) (4:29) #20 UK
12. "Gun Talk" (4:29)
13. "Never Thought" (4:42)
14. "Life Goes On" (4:52)
15. "Weed" (1:55)
16. "Where I'm From" (5:11)
17. "Bout My Business" (3:38)
18. "Passion" (8:37)

- Datos: Q1132487